# Felipe Aja Espil

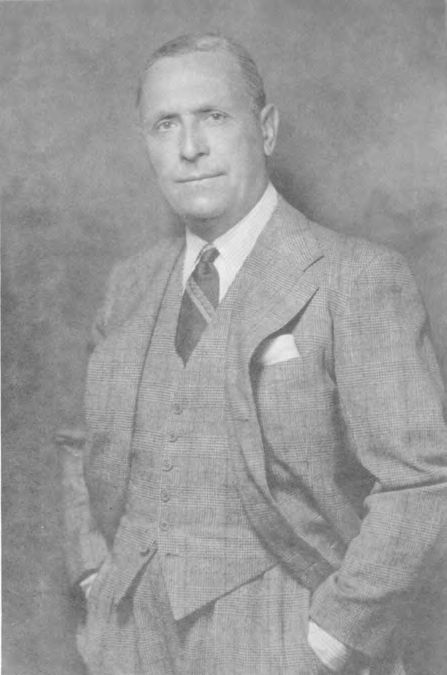
Felipe Aja de Espil

Felipe Aja de Espil (* 17. Mai 1887 in San Andrés de Giles, Provinz Buenos Aires; † 23. Januar 1972 in Buenos Aires) war ein argentinischer Jurist und Diplomat.

## Leben
Er war der Sohn von Juana Vázquez und Felipe S. Espil und heiratete Courtney Louise Letts. 1914 schloss er ein Studium der Rechtswissenschaft an der Universidad de Buenos Aires ab. Von 1918 bis 1921 war er Gesandtschaftssekretär erster Klasse in Washington, D.C. und in Abwesenheit des Gesandten Tomás Alberto Le Breton, Geschäftsträger. Von 1921 bis 1928 war er Gesandter in Den Haag. Von 1928 bis 1929 war er Gesandter in Oslo und Kopenhagen. Von 1931 bis 1943 war er Botschafter in Washington, D.C. Zu seinem Bekanntenkreis gehörte Wallis Simpson. 1945 war er Botschafter in Madrid. 1946 war er Ambassador to the Court of St James’s. 1946 war er Vorsitzender der argentinischen Delegation zur Auflösung des Völkerbundes in Genf. 1955 war er Botschafter in Rio de Janeiro. 1959 wurde er in den Ruhestand versetzt.